# Гинзбург, Лев Григорьевич
Лев Григорьевич Гинзбург (лит. псевдоним Л. Григорьев; 29 декабря 1930, Москва — 27 сентября 2022, Москва) — советский и российский музыковед, педагог, преподаватель, музыкальный деятель. Сын пианиста Григория Гинзбурга, отец режиссёра Виктора Гинзбурга. Член Союза композиторов России и Союза журналистов России, почётный член Листовских обществ США и Великобритании. Заслуженный деятель искусств Российской Федерации.

## Биография
В 1953 году окончил Историко-архивный институт в Москве и после выпуска в 1953—1957 гг. работал научным сотрудником Государственного центрального музея музыкальной культуры имени Глинки. С 1957 года вёл иностранный отдел в журнале «Музыкальная жизнь», в котором прослужил до 1995 года.
С конца 1980-х выступал как концертный менеджер. Главным направлением его деятельности было — проведение гастролей российских артистов за рубежом и зарубежных в России. В точности представлял сцену с лекциями и вел семинары в США, Канаде, Австрии, Германии, Южной Африке, Бразилии. Был членом жюри международных музыкальных конкурсов.
В 1994—2002 года назначался заместителем Генерального директора агентства «Госконцерт». Опубликовал около 30 книг по истории музыки и музыкальной индустрии.
Скончался 27 сентября 2022 года в Москве. Похоронен на Новом Донском кладбище города Москвы в родственной  могиле на  участке №3.

## Публикации
- Современные дирижёры / Сост. Л. Григорьев, Я. Платек. — М.: Сов. композитор, 1969. — 323 с.
- Лауреаты Ленинской премии / Ред.-сост. Л. Григорьев, Я. Платек. — М.: Сов. композитор, 1970. — 220, [1] с.
- Современные пианисты. Ч. 1 / Сост. Л. Григорьев, Я. Платек. — М.: Сов. композитор, 1977. — 286 с.
- Мастера музыки и балета — Герои Социалистического Труда: [Сб. / Ред.-сост. Л. Г. Григорьев, Я. М. Платек]. — М.: Сов. композитор, 1978. — 317 с.
- Евгений Светланов: Творческий портрет. — М.: Музыка, 1979. — 32 с.
- Дмитрий Шостакович: [Сб. о нём и его времени / Сост. Л. Григорьев, Я. Платек]. — М.: Прогресс, 1981. — 343 с.
- Григорьев Л., Платек Я. Его выбрало время: [О Т. Н. Хренникове]. — М. : Сов. композитор, 1983. — 280 с.
- Григорьев Л., Платек Я. Современные пианисты. — М.: Сов. композитор, 1985. — 470 с.
  - То же. 2-е изд., испр. и доп. — М.: Сов. композитор, 1990. — 463 с.
- Саулюс Сондецкис: Творческий портрет. — М.: Музыка, 2006. — 47 с.
- Григорий Гинзбург. Статьи. Воспоминания. Материалы / ред.-сост. Гинзбург Л.Г. — М.: «Музыка», 2015. — 424 с. ISBN 978-5-7140-1298-3